# Ivan Lam
Ivan Lam —en xinès: 林朗 彥— (Hong Kong, 18 de juliol de 1994) és un activista polític de Hong Kong, cofundador del grup de mobilització estudiantil Escolarisme.

## Trajectòria
És alumne d'Estudis culturals a la Universitat xinesa de Hong Kong i participant actiu de diversos fòrums d'Internet. El 29 de maig de 2011 va fundar el col·lectiu estudiantil Escolarisme, juntament amb Joshua Wong. Poc després, va dimitir com a president del grup per tal de participar en la creació de propaganda antigovernamental. L'any 2013 va participar en una protesta contra l'educació moral i nacional de la Xina imposada a Hong Kong. El 2 de desembre de 2014 es va unir a la vaga de fam que Joshua Wong, Wong Ji-yuet i Isabella Lo havien iniciat el dia abans. L'objectiu de la vaga de fam era iniciar una negociació amb el govern sobre la reforma electoral de Hong Kong. A mitjans de 2018, va substituir Nathan Law com a president del partit polític Demosisto.
El 23 de novembre de 2020 va ingressar a presó, en règim de provisionalitat, juntament amb Joshua Wong i Agnes Chow, després que es declarés culpable davant d'un jutjat de primera instància de la magistratura de West Kowloon. La jutgessa Wong Sze-lai va manifestar que la condemna a presó era «l'única opció apropiada» per assolir la dissuasió de més protestes i evitar que es repetís una nova onada de mobilitzacions com les de 2019. Els tres activistes van ser acusats de «participació activa» en l'assalt a una comissaria de policia i haver «incitat» als manifestants a envoltar-la. El 2 de desembre de 2020 va ser condemnat a 7 mesos de presó, mentre que Wong ho va ser a 13 i Chow a 10.